# Herce
Herce és un municipi de La Rioja, a la regió de La Rioja Baixa.

## Història
Hi ha restes arqueològiques que permeten identificar aquesta població amb l'antiga Illurcis romana. Algunes ressenyes de l'any 1200 al·ludeixen al castell d'Herce, l'alcaid del qual era Miguel Jubera. El 1173, el rei Alfons VIII de Castella va donar la vila a Giomar Rodríguez de Traba i al seu espòs, Diego Jiménez. El 1246, Alfonso López de Haro va fundar el monestir de Santa María de Herce, conegut com a convent de Las Bernardas i li va donar la vila d'Herce, juntament amb les de Murillo de Calahorra, Hornillos de Cameros i altres possessions que tenien. Des de llavors, Herce va passar a ser terreny abadal i l'abadessa nomenava alcaid ordinari. El convent es va abandonar arran de la Desamortització de Mendizábal, el 1834.